# 송성용
송성용(宋成鏞 1913∼1999 2.8)은 한국서예의 독자적 경지를 이룬 호남을 대표하는 서예가이자 유학자이다. 본관은 여산(礪山)이다. 호는 강암으로 간재 전우의 제자인 유재 송기면의 3남 1녀중 셋째로 1913년 7월9일 전라북도 김제시 백산면 상정리 요교 마을에서 태어났다. 일찍히 전, 예, 해, 행, 초 5체는 물론이고 대나무, 난초, 매화, 국화, 소나무, 파초, 괴석 등 다양한 소재의 문인화에 일가를 이루었으나, 1956년 한국전쟁이 끝나고 외부의 권고에 못 이겨 대한민국서예대전에 출품해 행서와 화죽 2점을 출품해 입선하면서 유명해졌다.
서예 뿐만 아니라 민족의식이 강한 유학자로 일제시대 창씨 계명을 하지 않고 죽기 직전까지 보발과 한복을 지키며 살았는데, 사람들이 "시대가 달라졌는데 왜 불편하게 사느냐”고 하는 질문에 늘 "나를 평생 지켜준 게 갓과 상투요”라고 대답하며 한평생 선비로서의 강직함을 지키면서 보냈다고 한다.
강암 선생의 작품은 호남을 비롯한 전국 각지에 비문 현판 등 수천여점이 산재해 있다. 그 중에서도 호남제일문, 내장산내장사, 토함산석굴암, 두륜산대둔사, 불국사자하문, 불국사불국선원, 원각성존소태산대종사비명, 연지문, 금산사보제루, 백양사화엄전, 화엄사적멸당, 금오산향일암, 동춘송선생유허비, 신도비 등이 대표작으로 꼽힌다.
강암 선생은 서예에 대한무한 애정으로 평생 모았던 작품들과 함께 6억원을 기부하며, 서예를 체계적으로 진흥 보존하고 후진을 양성하기 위한 강암서예관과 '강암서예학술재단'을 설립했다.

## 가족관계
- 1남 송하철 : 전주시장(관선)
- 2남 송하경 : 성균관대 유학대학장
- 3남 송하춘 : 고려대 문과대학장
- 4남 송하진 : 전주시장, 전라북도지사(민선)
- 2녀 송현숙 : 서예가